# Lijst van voetbalinterlands Afghanistan - Hongkong
Deze lijst van voetbalinterlands is een overzicht van alle officiële voetbalinterlands tussen de nationale teams van Afghanistan en Hongkong. De landen hebben tot op heden drie keer tegen elkaar gespeeld. De eerste ontmoeting was op 6 mei 1954 in Manilla (Filipijnen), tijdens de Aziatische Spelen. De laatste keer dat de landen tegenover elkaar stonden was op 8 juni 2022 in Calcutta (India), in een kwalificatiewedstrijd voor de Azië Cup 2023.

## Wedstrijden
| № | Plaats    | Datum             | Competitie                 | Wedstrijd              | Uitslag |
| - | --------- | ----------------- | -------------------------- | ---------------------- | ------- |
| 1 | Manilla   | 6 mei 1954        | Aziatische Spelen 1954     | Hongkong − Afghanistan | 4 − 2   |
| 2 | Guangzhou | 15 september 1984 | Azië Cup 1984 kwalificatie | Hongkong − Afghanistan | 0 − 0   |
| 3 | Calcutta  | 8 juni 2023       | Azië Cup 2023 kwalificatie | Hongkong − Afghanistan | 2 − 1   |

## Samenvatting
| Competitie            | Totaal gespeeld | Winst Afghanistan | Gelijk | Winst Hongkong | Doelsaldo Afghanistan – Hongkong |
| --------------------- | --------------- | ----------------- | ------ | -------------- | -------------------------------- |
| Azië Cup-kwalificatie | 2               | 0                 | 1      | 1              | 1 − 2                            |
| Aziatische Spelen     | 1               | 0                 | 0      | 1              | 2 − 4                            |
| Totaal                | 3               | 0                 | 1      | 2              | 3 − 6                            |

Wedstrijden bepaald door strafschoppen worden, in lijn met de FIFA, als een gelijkspel gerekend.
FFA · A-internationals · Afghaans vrouwenelftal
1940 - 1949 · 
1950 - 1959 · 
1960 - 1969 · 
1970 - 1979 · 
1980 - 1989 · 
1990 - 1999 · 
2000 – 2009 · 
2010 – 2019
Bangladesh ·
Bhutan ·
Cambodja ·
China ·
Filipijnen ·
Hongkong ·
India ·
Indonesië ·
Irak ·
Iran ·
Japan ·
Jordanië ·
Kirgizië ·
Koeweit ·
Laos ·
Libanon ·
Luxemburg ·
Malediven ·
Maleisië ·
Mongolië ·
Nepal ·
Noord-Korea ·
Oman ·
Pakistan ·
Palestina ·
Qatar ·
Saoedi-Arabië ·
Singapore ·
Sri Lanka ·
Syrië ·
Tadzjikistan ·
Taiwan ·
Thailand ·
Turkmenistan ·
Vietnam ·
Zuid-Korea
HKFA · 
Lijst van A-internationals · 
Hongkongs vrouwenelftal
1960 – 1969 ·
1970 – 1979 ·
1980 – 1989 ·
1990 – 1999 ·
2000 – 2009 ·
2010 – 2019 ·
2020 − 2029
Afghanistan ·
Argentinië ·
Australië ·
Bahrein ·
Bangladesh ·
Bhutan ·
Brazilië ·
Brunei ·
Cambodja ·
Canada ·
China ·
Colombia ·
Denemarken ·
Estland ·
Fiji ·
Filipijnen ·
Guam ·
India ·
Indonesië ·
Irak ·
Iran ·
Israël ·
Japan ·
Jemen ·
Joegoslavië ·
Jordanië ·
Koeweit ·
Kroatië ·
Laos ·
Libanon ·
Liechtenstein ·
Macau ·
Malediven ·
Maleisië ·
Marokko ·
Mauritius ·
Mongolië ·
Myanmar ·
Nepal ·
Noord-Korea ·
Noorwegen ·
Oezbekistan ·
Oman ·
Oost-Timor ·
Palestina ·
Paraguay ·
Qatar ·
Salomonseilanden ·
Saoedi-Arabië ·
Singapore ·
Sri Lanka ·
Syrië ·
Tadzjikistan ·
Taiwan ·
Thailand ·
Turkmenistan ·
Verenigde Arabische Emiraten ·
Vietnam ·
Zuid-Korea ·
Zuid-Vietnam ·
Zwitserland